# 나디아 칼비뇨
나디아 마리아 칼비뇨 산타마리아(스페인어: Nadia María Calviño Santamaría, 1968년 10월 3일~)는 스페인의 경제학자이자 공무원으로, 2024년 1월부터 유럽 투자은행의 총재를 맡고 있다.
2018년 6월부터 2023년 12월까지 페드로 산체스 내각에서 경제부 장관직을 맡았다. 그는 경제부에서 다양한 직책을 거치며 경력을 시작하였고, 2006년에는 유럽 연합(EU) 집행위원회에서 근무하기도 하였다.
취미는 1950년대 영화 시청과 요리라고 하며, 스페인어, 갈리시아어, 영어, 프랑스어, 독일어를 구사할 줄 안다고 한다.

## 경력
2018년 6월 6일, 페드로 산체스 총리는 취임하며 내각의 약 70%를 여성으로 채우는 파격 인사를 단행하였다. 당시 유럽 연합(EU) 집행위원회의 예산담당 총국장이었던 칼비뇨는 경제장관에 지명되었고, 2023년 12월까지 재임하였다.

## 갤러리
- 2019년 스페인 거시경제감독청 회의를 주재하는 칼비뇨(왼쪽)
- 2019년 회의 중인 칼비뇨와 마리오 센테노 유로그룹 회장

## 같이 보기
- 마드리드 콤플루텐세 대학교